# MusicXML
MusicXML（英語：Music Extensible Markup Language，音乐扩展标记语言）是一个开放的基于XML的记录西式乐谱的文件格式。该格式是完全自由、开放记录的，并依据W3C社区的许可协议自由使用。

## 历史
MusicXML由Reccordare公司开发，该技术源于几个现有的基于学术上的关键技术和想法，比如Walter Hewlett的MuseData和David Huron的Humdrum。被设计用来做为乐谱信息的交换格式，特别是在不同的制谱软件之间进行交换。随着MakeMusic公司于2011年收购Recordare，MusicXML的开发由MakeMusic管理。从2015年7月起，MusicXML的移交文档给W3C Music Notation Community Group。
MusicXML的1.0版由Recordare公司在2004年1月发布。在2005年5月发布1.1版，包含对文件格式支持的改进。在2007年6月发布了2.0版，并且包含了标准的压缩格式。所有这些都建立在一系列的文档类型定义（DTD）之上。2.0版的XML Schema定义（XSD）的实现于2008年9月发布。3.0版在2011年8月发布，改进了对虚拟乐器的支持。同时包含在DTD和XSD版本中。3.1版在2017年12月发布，包含对Standard Music Font Layout （SMuFL）的支持的改进。MusicXML DTD和XSD版本都可以通过W3C Community Final Specification Agreement自由发布。

## 支持
截止2017年12月，MusicXML被估计得到了超过230个乐谱程序的支持。这些程序包括：
- 大多数乐谱编写程序，包括Finale、Sibelius和MuseScore。
- 大多数音乐OCR程序，包括SmartScore和PhotoScore。
- 大多数音序程序，包括Cubase、Logic Pro、Digital Performer和SONAR。

此外，还可以通过使用HTML5 canvas元素和JavaScript在网页浏览器中产生合理的乐曲。
功能包括调号、拍号、谱号、符杠信息、符杆的方向、圆滑线、装饰音、小节和书写上的重复。

## 示例
MusicXML像所有基于XML的格式一样，用于简单的由自动化工具分析和操纵。即使MusicXML可以通过手工创建，像Finale和MuseScore那样的交互式的乐谱编写软件大大简化了MusicXML文件的读取、编写和修改。
下面是一个C大调，G谱号，4/4拍，包含一个中央C全音符的例子。
```
<?xml version="1.0" encoding="UTF-8" standalone="no"?>

<!DOCTYPE score-partwise PUBLIC

    "-//Recordare//DTD MusicXML 3.1 Partwise//EN"

    "http://www.musicxml.org/dtds/partwise.dtd">

<score-partwise
 
version=
"3.1"
>

  
<part-list>

    
<score-part
 
id=
"P1"
>

      
<part-name>
Music
</part-name>

    
</score-part>

  
</part-list>

  
<part
 
id=
"P1"
>

    
<measure
 
number=
"1"
>

      
<attributes>

        
<divisions>
1
</divisions>

        
<key>

          
<fifths>
0
</fifths>

        
</key>

        
<time>

          
<beats>
4
</beats>

          
<beat-type>
4
</beat-type>

        
</time>

        
<clef>

          
<sign>
G
</sign>

          
<line>
2
</line>

        
</clef>

      
</attributes>

      
<note>

        
<pitch>

          
<step>
C
</step>

          
<octave>
4
</octave>

        
</pitch>

        
<duration>
4
</duration>

        
<type>
whole
</type>

      
</note>

    
</measure>

  
</part>

</score-partwise>

```

如果用五线谱表示就是这样的。

以上的文字演示是繁杂的，MusicXML v2.0通过压缩成ZIP格式并加上.mxl后缀的处理使文件体积减小到20分之一。